# Dale Hawkins
Dale Hawkins (22 augustus, 1936, Goldmine, Louisiana – Little Rock, 13 februari 2010) was een Amerikaans zanger, liedjesschrijver, muziekproducent en slaggitarist.

## Carrière
Eind jaren vijftig trad Hawkins op in clubs, gelegen in Shreveport. Hoewel hij beïnvloed werd door de nieuwe rock-'n-roll-stijl zoals die van Elvis Presley en het gitaarspel van Scotty Moore, was Hawkins stijl kenmerkend vanwege zijn Louisiana blues-stijl, toen gespeeld door Afro-Amerikanen. Deze 'zware' bluesgeluiden zijn goed terug te vinden in zijn hit Susie Q uit 1957. James Burton (later de gitarist van Elvis Presley) speelde de 'riff' op sologitaar. Het bereikte #27 in de VS in 1957. Ook werd het nummer opgenomen in The Rock and Roll Hall of Fame's 500 Songs that Shaped Rock and Roll.
Tussen 1956 en 1961 schreef Hawkins meerdere nummers, die hij opnam voor het platenlabel Chess Records. In 1960 begon Hawkins zijn eigen televisieprogramma, genaamd The Big Big Beat, ook wel bekend als The Dale Hawkins Show, uitgezonden op WCAU-TV in Philadelphia. Het programma werd anderhalf jaar lang uitgezonden. Na zijn programma ging Hawkins verder als muziekproducent. Hij werkte onder andere onder de muzieklabels Abnak Records en Bell Records.
Voor Hawkins bijdragen aan de rockabilly werd hij opgenomen in de Rockabilly Hall of Fame.
In 2007 werd hij opgenomen in de Louisiana Music Hall of Fame.